# Roboty przymusowe w III Rzeszy

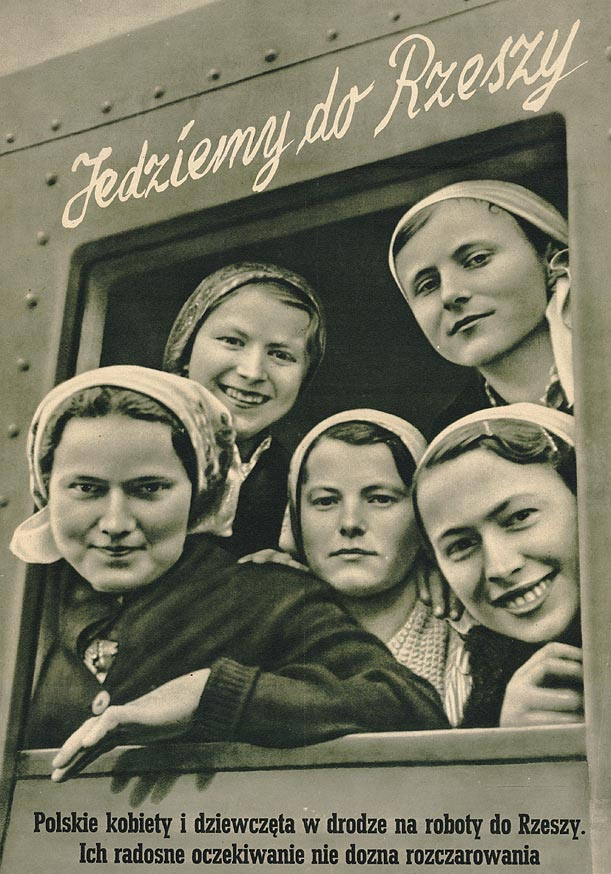
Niemiecki plakat propagandowy namawiający Polki do wyjazdu do pracy w Rzeszy

Roboty przymusowe w III Rzeszy – praca przymusowa, do której zmuszono kilkanaście milionów ludzi z terenów okupowanych przez III Rzeszę podczas II wojny światowej.

## Historia
W czasie II wojny światowej praca przymusowa stanowiła jedną z głównych metod pozyskiwania taniej siły roboczej w Niemczech dla przemysłu i rolnictwa, a zarazem jedną z form eksterminacji ludności terytoriów podbitych przez III Rzeszę. Militaryzacja Niemiec od połowy lat 30. XX wieku, a szczególnie prowadzona przez Niemcy od 1939 wojna spowodowała konieczność wcielenia do Wehrmachtu znacznej liczby młodych mężczyzn, co skutkowało niedoborami na rynku pracy w tym kraju. Na terenach okupowanych prowadzona była silna akcja propagandowa mająca na celu zachęcenie ludności krajów podbitych do dobrowolnego podjęcia pracy na terenie Rzeszy, ale na ogół nie spotykała się ona z dostatecznie pozytywnym oddźwiękiem. Z tego względu zdecydowano się na wprowadzenie powszechnego obowiązku pracy przymusowej, który funkcjonował zarówno na terenach wcielonych do III Rzeszy, jak i w Generalnym Gubernatorstwie. Początkowy obowiązek pracy dla mieszkańców Generalnego Gubernatorstwa obejmował Polaków w wieku od 18 do 60 roku życia, a następnie został rozszerzony na młodzież w wieku 14 do 18 lat. Na ziemiach wcielonych przymus pracy obejmował także dzieci. W Kraju Warty (Wartheland) od 1941 zatrudniano dzieci od 12 roku życia, na Pomorzu i na Śląsku od 14 roku, a jeśli nie chodziły do szkoły to również od 12 roku życia. Polacy z okręgu białostockiego w wieku 18–25 lat musieli przez dwa lata pracować w gospodarstwach rolnych w Prusach Wschodnich.

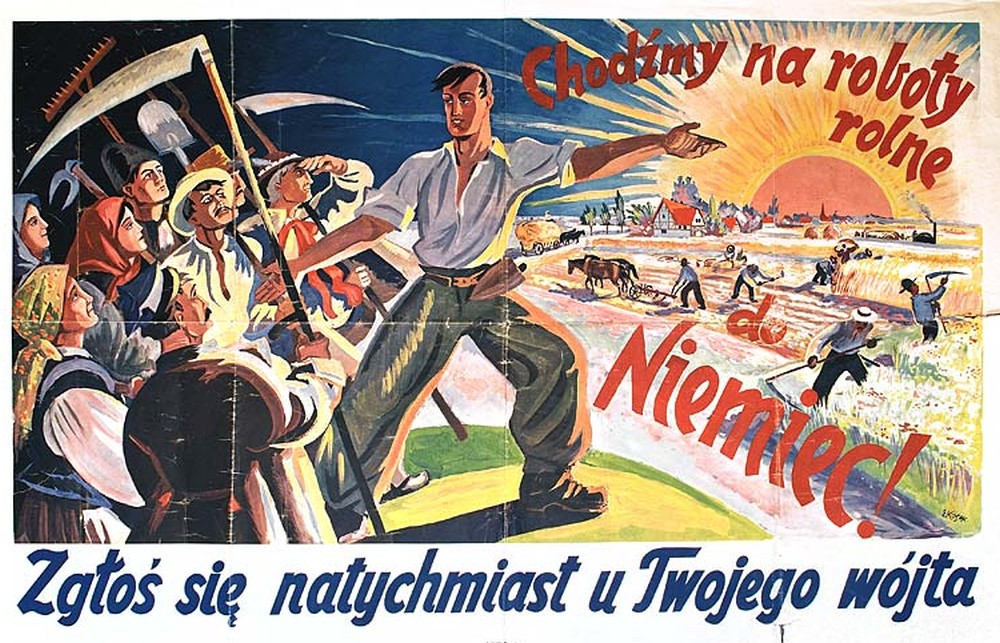
Niemiecki plakat propagandowy z punktu werbunkowego na roboty do Niemiec przy ulicy Nowy Świat: „Chodźmy na roboty rolne do Niemiec. Zgłoś się natychmiast u Twojego wójta”, ok. 1940

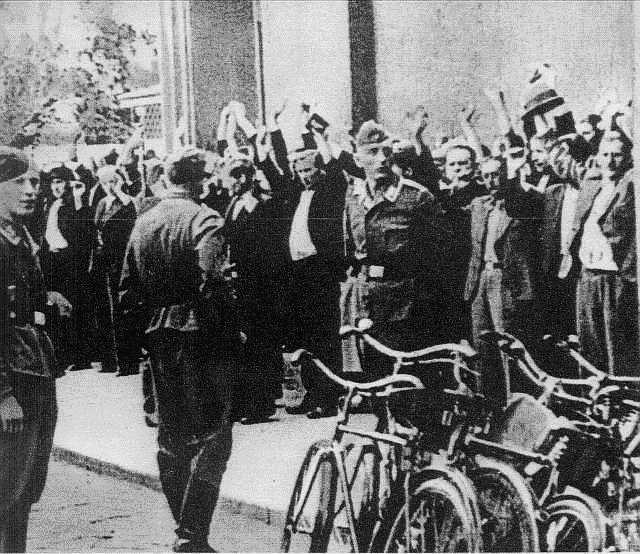
Łapanka w Polsce. Zdjęcie wykonano prawdopodobnie w Warszawie lub Bydgoszczy.

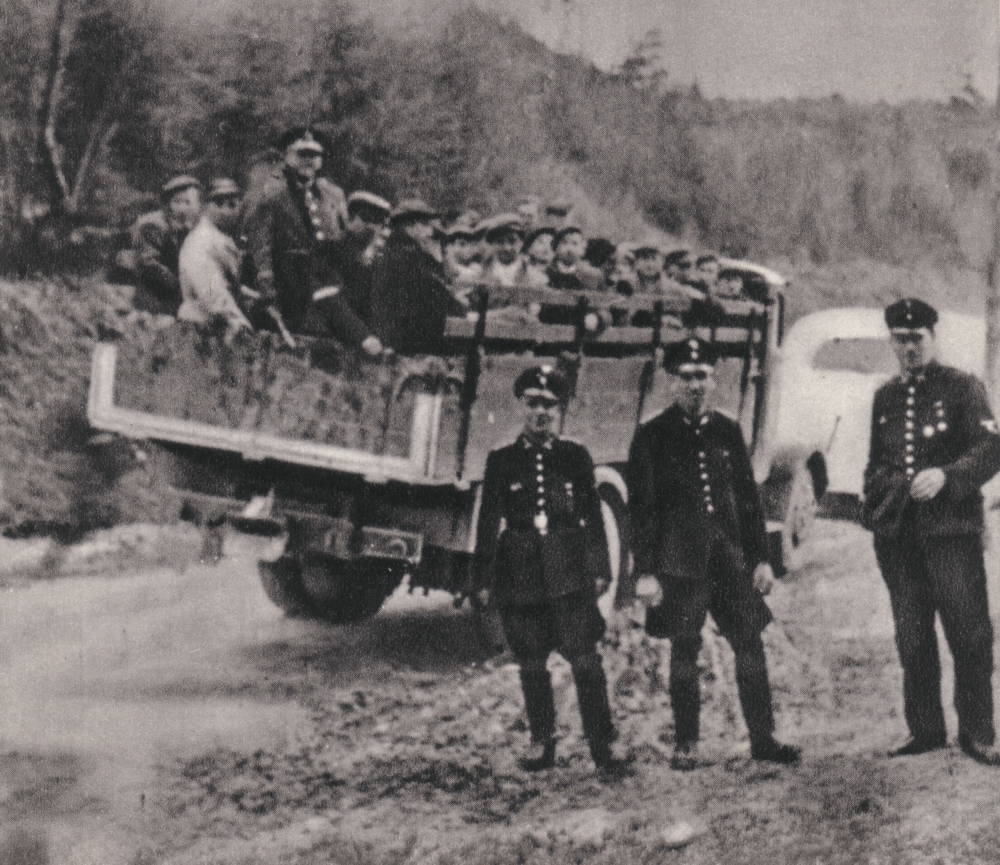
Polscy rolnicy z województwa krakowskiego transportowani na roboty przymusowe w Rzeszy, 1941

W okupowanej Polsce ludność zdolną do podjęcia pracy przymusowej ewidencjonowano przy pomocy spisów gminnych. Wiosną 1940 przymusowa branka na roboty do Niemiec przybrała charakter masowy. Na terenie Generalnego Gubernatorstwa organizowały ją niemieckie urzędy pracy (niem. Arbeitsamt), które wysyłały imienne wezwania do stawienia się w punktach zbiorczych. Za odmowę groziły surowe kary, łącznie z wywiezieniem najbliższej rodziny do obozu pracy lub obozu koncentracyjnego, konfiskatą mienia, aż do kary śmierci włącznie. W tym okresie narodziło się słowo – łapanka. Szacuje się, że tylko w Warszawie pomiędzy 1942 a 1944 rokiem ofiarami nazistowskich łapanek padało codziennie co najmniej 400 osób, a w niektórych dniach nawet kilka tysięcy. 19 września 1942 niemal 3000 kobiet i mężczyzn, którzy zostali pojmani w licznych łapankach na terenie Warszawy w ciągu poprzednich dwóch dni, zostało przetransportowanych pociągami do III Rzeszy jako pracownicy przymusowi. Łącznie ofiarami niemieckich łapanek padło blisko 2 miliony osób. Jedynym sposobem uniknięcia wywiezienia było posiadanie statusu osoby zatrudnionej w przedsiębiorstwie lub instytucji pracującej na potrzeby Rzeszy lub zaoferowanie łapówki. Jednak legalne lub nielegalne zdobycie takiego zaświadczenia było trudne, a liczba łapanek rosła.
Kolejnym źródłem robotników przymusowych były obozy jenieckie. Wiosną 1940 zadecydowano o zatrudnieniu polskich jeńców wojennych jako cywilnych robotników przymusowych, którym nie przysługiwały uprawnienia do ochrony i pomocy międzynarodowej. Pozornie decyzja o podjęciu pracy w zamian za zwolnienie z obozu była dobrowolna, jednak w praktyce oporni jeńcy byli poddawani represjom. Proceder nie dotyczył oficerów, elementów niepewnych i Żydów oraz zatrudnionych przez Wehrmacht. W 1943, gdy poszukiwanie siły roboczej przez Niemców nabrało rozpędu Himmler zaproponował ministrowi spraw zagranicznych Ribbentropowi także przeniesienie polskich jeńców oficerów do obozów koncentracyjnych, gdzie pracowaliby na rzecz celów wojennych. Jednak prawdopodobnie przebieg wojny oraz inne względy sprawiły, że pomysł nie został zrealizowany.
Robotnikami przymusowymi w III Rzeszy byli też obywatele państw zachodnich podbitych przez Hitlera – głównie Francuzi, Belgowie, Holendrzy. Polacy stanowili jednak jedną z najliczniejszych grup (liczącą od 2,5–3,5 miliona osób) cudzoziemskich robotników zatrudnionych w czasie drugiej wojny światowej w niemieckiej gospodarce.
Polacy i obywatele ZSRR byli najgorzej traktowanymi robotnikami z krajów okupowanych.
Długo po zakończeniu II wojny światowej, w latach 90. XX wieku żyjący wtedy Polacy będący jedną z najliczniejszych grup ofiar pracy niewolniczej w III Rzeszy Niemieckiej otrzymali finansowe odszkodowanie od Niemiec za pracę przymusową w czasie wojny dzięki umowie zawartej pomiędzy rządami Polski i Niemiec w 1991. Wypłatami świadczeń finansowych ze środków niemieckich i austriackich zajmowała się Fundacja „Polsko-Niemieckie Pojednanie”. Wypłaty dla Polaków rozpoczęto dnia 30 września 1992. Wypłaty objęły także osoby, które nie były na robotach, ale przeżyły pobyt w nazistowskich obozach, więzieniach i gettach. Dla porównania żyjące w Izraelu ofiary nazizmu, w tym wielu polskich Żydów, otrzymały zadośćuczynienie od Niemiec bardzo wcześnie, bo już w latach 50. XX wieku na mocy porozumienia luksemburskiego zawartego dnia 10 września 1952 między Izraelem i Niemcami.

### Warunki i organizacja pracy przymusowej
Warunki pracy, wysokość wynagrodzenia oraz relacje pomiędzy Niemcami a robotnikami przymusowymi były regulowane przez szereg specjalnych zarządzeń. Polaków nie obejmowały niemieckie przepisy prawa pracy, otrzymywali niższe wynagrodzenie (także często pracowali przymusowo za darmo, co było podstawą do powojennych roszczeń) niż Niemcy lub robotnicy z krajów zachodnich i obejmowały ich liczne zakazy. Polskim robotnikom nie było wolno opuszczać miejscowości pobytu, a nawet opuszczenie mieszkania było możliwe tylko w czasie wyznaczonym przez policję. Korzystanie z publicznych środków komunikacji oraz posiadanie roweru wymagało zezwolenia miejscowej władzy policyjnej. Zakazane było także obcowanie z ludnością niemiecką w miejscach publicznych, takich jak kina, teatry, restauracje, kościoły itp., a spożywanie alkoholu i zabawy były możliwe w tylko specjalnych miejscach przeznaczonych dla robotników przymusowych. Zakazane było także rozmawianie lub pisanie w języku polskim o niemieckich rozporządzeniach oraz korzystanie z telefonu. Obowiązkiem wszystkich polskich robotników było noszenie widocznej na prawej stronie piersi odznaki z literą „P”.
Opieszała praca, podburzanie pracowników lub samowolne opuszczenie miejsca pracy były karane pracą przymusową w wychowawczym obozie pracy. Za nieposłuszeństwo, Niemcy mogli karać chłostą. Także czyny sabotażowe oraz ciężkie wykroczenia przeciwko dyscyplinie robotniczej były karane przynajmniej kilkuletnim umieszczeniem w wychowawczym obozie pracy. Tajny okólnik Heinricha Himmlera, Reichsführera SS i komisarza do spraw umacniania niemczyzny z 8 marca 1940 r. nakazywał „traktować specjalnie”, czyli przeprowadzać egzekucje polskich robotników utrzymujących stosunki seksualne z Niemcami i Niemkami bez sądu. Podobną karę śmierci (niem. Sonderbehandlung) stosowano również w przypadkach pobicia Niemca lub dokonania sabotażu. Polskie kobiety wykonywały takie same prace, jak mężczyźni. Jeżeli Polka urodziła dziecko, to zazwyczaj po kilku dniach musiała wrócić do pracy. Na czas pracy matki dzieci były oddawane do niemieckich żłobków, gdzie często były celowo głodzone, co prowadziło do ogromnej śmiertelności niemowląt.

#### Administracja niemiecka

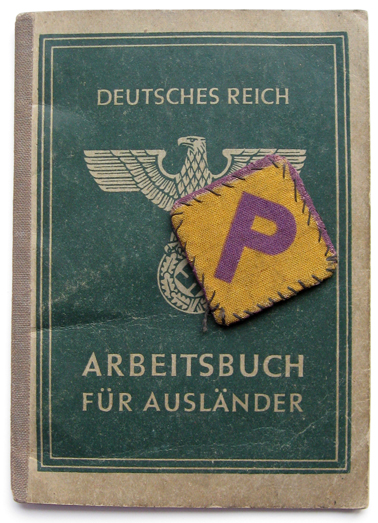
Książka pracy (niem. Arbeitsbuch Für Ausländer) – dokument identyfikacyjny dla polskiego robotnika przymusowego wydany w 1942 oraz naszywka z literą „P”, którą wszyscy polscy robotnicy musieli nosić na ubraniu w celu łatwego odróżnienia ich od ludności niemieckiej

Administracja pracy na terenach zaanektowanych kopiowała istniejące instytucje III Rzeszy. Na terenie Generalnego Gubernatorstwa nadrzędną instytucją ds. pracy przymusowej był Główny Wydział Pracy (niem. Hauptabteilung Arbeit) kierowany przez Maxa Frauendorfera, który działał poprzez sieć urzędów pracy. Sądy pracy, samodzielna inspekcja pracy oraz związki zawodowe zostały zlikwidowane. Uchylono swobodę wyboru miejsca pracy oraz umów o pracę i czuwano aby robotnicy polscy nie otrzymywali żadnych dodatkowych świadczeń (takich jak urlopy, podwyżki, świadczenia rzeczowe).
Przed wiosną 1940 na terenach wcielonych do Rzeszy administracja niemiecka wypłacała licznym bezrobotnym wsparcie (niem. unterstützende Arbeitslosenhilfe) w zamian za 32–40 godzin pracy obowiązkowej. Np. w Łodzi liczba bezrobotnych sięgała 80 tys. Jednak na skutek masowego wywozu na roboty bezrobocie w okupowanej Polsce gwałtownie spadło i przystąpiono do przymusowego pozyskiwania pracowników. Do metod przymusu zaliczano: kontrole policyjne, doniesienia, łapanki na dworcach, placach targowych, ulicach, dzielnicach mieszkalnych i kościołach oraz przymus gospodarczy w formie odmowy wydania kart zaopatrzenia.
Ludność żydowska podlegała bezpośrednio SS i policji.

### Praca
Pracownicy przymusowi byli zatrudniani w rolnictwie, niemieckim przemyśle zbrojeniowym oraz przy naprawach zniszczonych w bombardowaniach dróg i torów. Były to głównie prace manualne, takie jak kopanie, przenoszenie, ręczna obróbka itp. Na ziemiach wcielonych wprowadzono 3 kategorie: zawody szlachetne – dostępne tylko dla Niemców (np. zegarmistrzostwo, elektrotechnika, cukiernictwo, drukarstwo); zawody do których można było dopuścić Polaków, gdy brak było Niemców (np. ślusarstwo, tokarstwo, stolarstwo, rzeźnictwo, piekarnictwo) oraz zawody gorsze, do których kierowano głównie Polaków (np. brukarstwo, kowalstwo, szewstwo, krawiectwo, dekarstwo, ciesielstwo, introligatorstwo). Wraz z przebiegiem wojny zapotrzebowanie na pracę przymusową wzrastało i miliony pracowników były zmuszane do pracy dla niemieckich przedsiębiorstw, takich jak: Thyssen, Krupp, IG Farben, Bosch, Daimler-Benz, Demag, Henschel, Junkers, Messerschmitt, Philips, Siemens, czy Volkswagen oraz niemieckich filii przedsiębiorstw zagranicznych, takich jak np. Fordwerke (filia Ford Motor Company), czy Adam Opel AG (filia General Motors), które wraz z rozpoczęciem wojny zostały znacjonalizowane przez rząd III Rzeszy. Od ponad 2000 do 2500 niemieckich przedsiębiorstw osiągało korzyści materialne z pracy przymusowej, w tym współcześnie znane przedsiębiorstwa, jak np. Deutsche Bank.

### Przemoc seksualna
Stworzenie sieci domów publicznych dla żołnierzy poparł już na początku września 1939 r. SS-Gruppenführer Reinhard Heydrich, prawa ręka Himmlera. Rozkaz w tej sprawie wszedł w życie 16 marca 1940 r. i w prawie wszystkich większych miastach powstały dotowane z budżetu wojskowe domy publiczne (np. w Warszawie znajdowały się dwa). Z braku dobrowolnych pracowników, przymusowe pracownice seksualne zaczęto pozyskiwać w łapankach. 3 maja 1941 r. Ministerstwo Spraw Zagranicznych rządu na uchodźstwie zwróciło się w memorandum do aliantów: „Niemiecka policja regularnie organizuje w rozmaitych miastach rajdy mające na celu schwytanie jak największej liczby młodych kobiet, które są przymuszane do pracy w burdelach odwiedzanych przez niemieckich oficerów i żołnierzy”. Kobiety pracujące w niemieckich domach publicznych decydowały się czasem na ucieczkę. W 1941 roku miała miejsce zbiorowa ucieczka polskich i rosyjskich więźniarek z domu publicznego w Norwegii, które poprosiły o azyl norweski Kościół luterański. Szacuje się, że podczas wojny Niemcy zmusili do prostytucji co najmniej 34 140 osób.
Znane są także liczne przypadki przemocy seksualnej w stosunku do robotników przymusowych. Po 1943 zaczęto tworzyć zakłady dla dzieci robotnic zagranicznych w III Rzeszy, w których panowała wysoka śmiertelność.

## Kategorie robotników
W Niemczech istniały dwie kategorie robotników:
- Gastarbeitnehmer – robotnicy-goście. Byli to w miarę dobrze opłacani i traktowani robotnicy z krajów – sojuszników Niemiec (np. Włochy) lub neutralnych (np. Szwecja); stanowili oni tylko ok. 1% zagranicznych robotników w Niemczech.
- Zwangsarbeiter – robotnicy przymusowi. Ci dzielili się na trzy kategorie:
  - Militärinternierte – jeńcy wojenni. Jeńcy poniżej stopnia oficera (w tym ok. 300 tysięcy Polaków) byli zmuszani do pracy w obozach pracy.
  - Zivilarbeiter – cywilni robotnicy, w przeważającej większości Polacy, byli traktowani znacznie gorzej i mieli bardziej ograniczone prawa niż robotnicy z zachodniej Europy.
  - Ostarbeiter – robotnicy ze wschodu (czyli z terenów podbitych w ZSRR; nieliczni Polacy – głównie Ukraińcy, Rosjanie, Białorusini, Bałtowie). Traktowani jeszcze gorzej od polskich Zivilarbeiterów.

### Statystyki
Pod koniec lata 1944 roku według niemieckich dokumentów na terenie III Rzeszy znajdowało się 7,6 miliona zagranicznych pracowników oraz jeńców wojennych. Większość z nich została sprowadzona pod przymusem. Do roku 1944 udział pracowników przymusowych wynosił około jednej czwartej całej siły roboczej w Niemczech, a większość niemieckich fabryk wykorzystywała niewolniczą pracę więźniów.
| Państwo lub region                      | Liczba    | Odsetek ogółu | Średnia ilość pieniędzy przesyłana za granicę lub rodzinie przez pracownika (rmk) |
| --------------------------------------- | --------- | ------------- | --------------------------------------------------------------------------------- |
| Suma                                    | 6 450 000 | 100,0%        |                                                                                   |
| Tereny okupowane Europy Wschodniej      | 4 208 000 | 65,2%         | 15 (mediana)                                                                      |
| Czechosłowacja                          | 348 000   | 5,4%          |                                                                                   |
| Polska                                  | 1 400 000 | 21,7%         | 33,5                                                                              |
| Jugosławia                              | 270 000   | 4,2%          |                                                                                   |
| ZSRR wraz z terenami anektowanymi       | 2 165 000 | 33,6%         | 4                                                                                 |
| Węgry                                   | 25 000    | 0,4%          |                                                                                   |
| Tereny okupowane Europy Zachodniej      | 2 155 000 | 33,4%         | 700 (mediana)                                                                     |
| Francja (oprócz Alzacji-Lotaryngii)     | 1 100 000 | 17,1%         | 487                                                                               |
| Norwegia                                | 2000      | –             |                                                                                   |
| Dania                                   | 23 000    | 0,4%          |                                                                                   |
| Holandia                                | 350 000   | 5,4%          |                                                                                   |
| Belgia                                  | 500 000   | 7,8%          | 913                                                                               |
| Włochy                                  | 180 000   | 2,8%          | 1471                                                                              |
| Grecja                                  | 20 000    | 0,3%          |                                                                                   |
| Sojusznicy III Rzeszy i kraje neutralne | 87 000    | 1,3%          |                                                                                   |
| Bułgaria                                | 35 000    | 0,5%          |                                                                                   |
| Rumunia                                 | 6000      | 0,1%          |                                                                                   |
| Hiszpania                               | 8000      | 0,1%          |                                                                                   |
| Szwajcaria                              | 18 000    | 0,3%          |                                                                                   |

Szacuje się, że około 12 milionów ludzi – w większości obywateli Europy Wschodniej było internowanych w celu eksploatacji jako niewolnicza siła robocza na terenach kontrolowanych przez III Rzeszę. Inne szacunki mówią o 15 milionach obcokrajowców, którzy zostali zmuszeni do pracy w Niemczech podczas II wojny światowej.

## Polscy pracownicy
Władze III Rzeszy wahały się pomiędzy chęcią zapewnienia sobie niewolniczej siły roboczej, a chęcią oczyszczenia Lebensraumu z zamieszkującego tam narodu poprzez wysiedlenia i wyniszczenie. Nasilenie tych tendencji osiągało różny stopień i o natężeniu poglądów nazistowskich świadczy zrezygnowanie z uzasadnionej ekonomicznie pracy Żydów oraz jeńców radzieckich i masowe ich wyniszczanie. Hans Frank na posiedzeniu kierowników NSDAP 14 grudnia 1942 r. powiedział:

Panowie wiedzą, że w partii panuje stanowczy pogląd, iż nasza polityka w stosunku do Polaków ma na celu wysiedlenie, zniszczenie, albo traktowanie ich tylko jako siły roboczej. Panowie wiedzą również, że w znacznej mierze zostało to zrealizowane. Jednakże powstaje w tej dziedzinie olbrzymia trudność. Polega ona głównie na tym, że Rzesza musi przenosić do Generalnego Gubernatorstwa wielkie zakłady przemysłowe z terenów narażonych na naloty. Jednocześnie istnieje konieczność utrzymania za wszelką cenę rodzimej siły roboczej w produkcji w istniejących zakładach Generalnego Gubernatorstwa, zachowania środków przewozowych i całego aparatu administracyjnego, zabezpieczenia żniw itp. Z takiego położenia faktycznego jasno wynika, że nie można z jednej strony niszczyć Polaków, z drugiej zaś liczyć na nich jako na siłę roboczą. Przed takim dylematem stoimy obecnie. (...) Nasuwa się teraz naglące pytanie, jak prowadzić dalej politykę w stosunku do Polaków. Byłoby pożądane, aby instancje Rzeszy, partyjne i terytorialne, miały w tej kwestii jasny pogląd. Nie chodzi o to, aby zniszczyć wszystkich Polaków, jak mówią jedni, czy też o to, aby włączyć do procesu pracy wszystkich Polaków zdolnych do pracy, jak chcą inni. To diametralne przeciwieństwo. Można by było powiedzieć, że możemy utrzymać wszystkich Polaków, którzy tu pracują i wytępić wszystkich innych. W tym tkwi tylko jedna wielka trudność, że do wytępienia milionów istot ludzkich potrzebne są warunki, których nie możemy na razie stworzyć.(...)

Postawa Niemców wobec problemu polskiego była zróżnicowana. Wobec niemożliwości przeprowadzenia eksterminacji lub wysiedleń Polaków, jedni zalecali maksymalne wykorzystanie ich zdolności produkcyjnej poprzez niewolniczą pracę, inni zakładali ich wyniszczenie poprzez maksymalną eksploatację. Sprawę przesądził przebieg wojny, który wymusił na niemieckiej gospodarce dalsze korzystanie z polskich pracowników przymusowych. Na ziemiach włączonych do Rzeszy pojawiały się natomiast wątpliwości, czy Niemcy powinni w ogóle zajmować się pracą fizyczną, czy wzorem Anglików w koloniach korzystać z pracy tubylców. Początkowo niektóre przemówienia Hitlera i Himmlera skłaniały się ku modelowi angielskiemu, jednak w późniejszym okresie sam Himmler starał się wpajać Niemcom, że praca nie hańbi, a bezczynność przyczynia się do degenerowania rasy.
W okresie od 1939 do 1945 r. na robotach przymusowych w Niemczech przebywało łącznie ok. 1,6 mln osób cywilnych z Polski i ok. 300 tys. polskich jeńców wojennych.
14 marca 1943 roku na dworcu Kraków Główny Hans Frank uroczyście pożegnał dwutysięczny transport robotnic i robotników z Generalnego Gubernatorstwa. Wśród nich znajdował się milionowy robotnik z Polaków i Ukraińców, któremu Hans Frank wręczył złoty zegarek i dyplom.

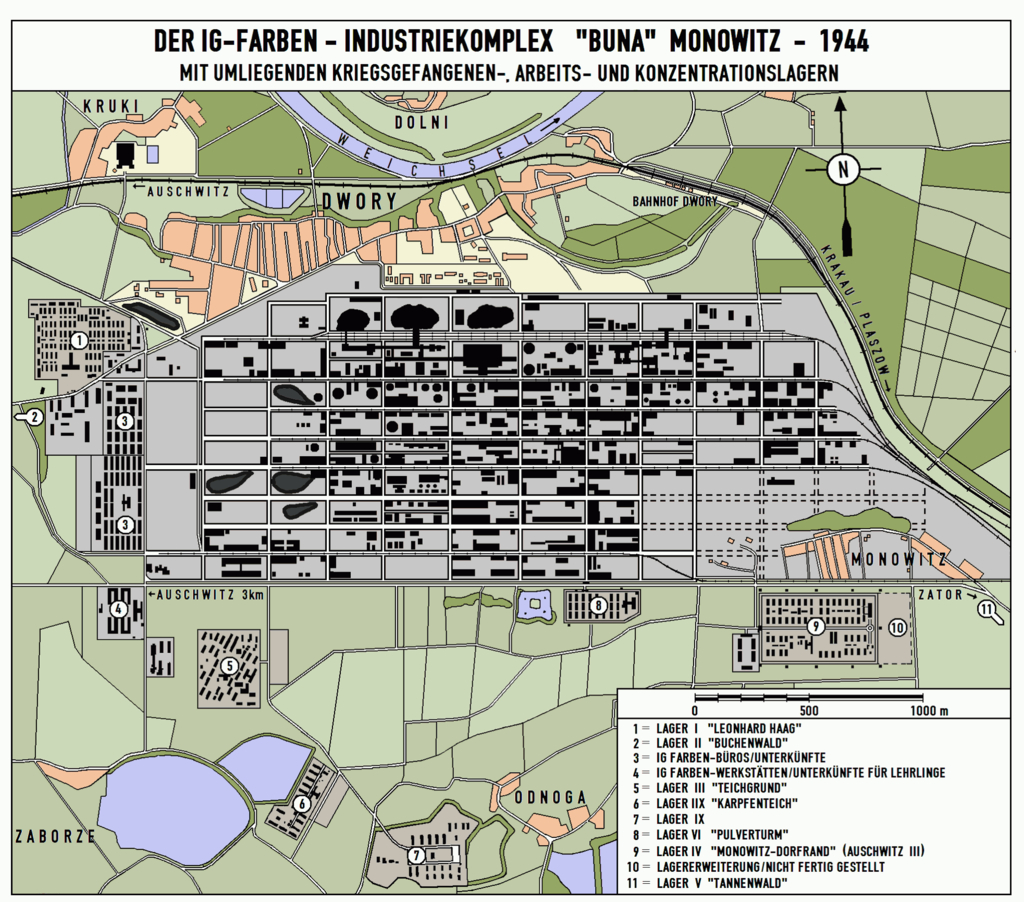
Widok z lotu ptaka na kompleks przemysłowy Buna-Werke składający się z 11 podobozów wykorzystujących niewolniczą pracę osadzonych. Wyodrębniony jako osobna jednostka Auschwitz III

## Wyniszczenie poprzez pracę
Miliony Żydów było przymusowymi pracownikami w gettach, zanim zostali przetransportowani do obozów zagłady. Niemcy stworzyli także obozy koncentracyjne, z których część zapewniała niewolniczą siłę roboczą dla przemysłu, a pozostałe istniały jedynie w celu eksterminacji osadzonych. W celu wzbudzenia zaufania u nieświadomych swojego losu ofiar, bramy wejściowe wielu obozów zostały opatrzone napisem „Arbeit macht frei” (pol.: Praca czyni wolnym). Przykładem obozu koncentracyjnego wykorzystującego niewolniczą pracę był kompleks obozu Mittelbau-Dora, w którym produkowano pociski rakietowe V-2.
Wyniszczenie przez pracę było ostatecznym celem większości niemieckich obozów koncentracyjnych. W tym celu osadzeni byli zmuszani do pracy przy użyciu jedynie najbardziej podstawowych narzędzi i przy minimalnych racjach żywnościowych, aż do śmierci z wycieńczenia. W niektórych obozach, takich jak obozy Groß-Rosen, osadzeni pracowali za jedzenie, a osoby, które nie były w stanie pracować, ale nie umierały, były uśmiercane.